# Río Pánuco

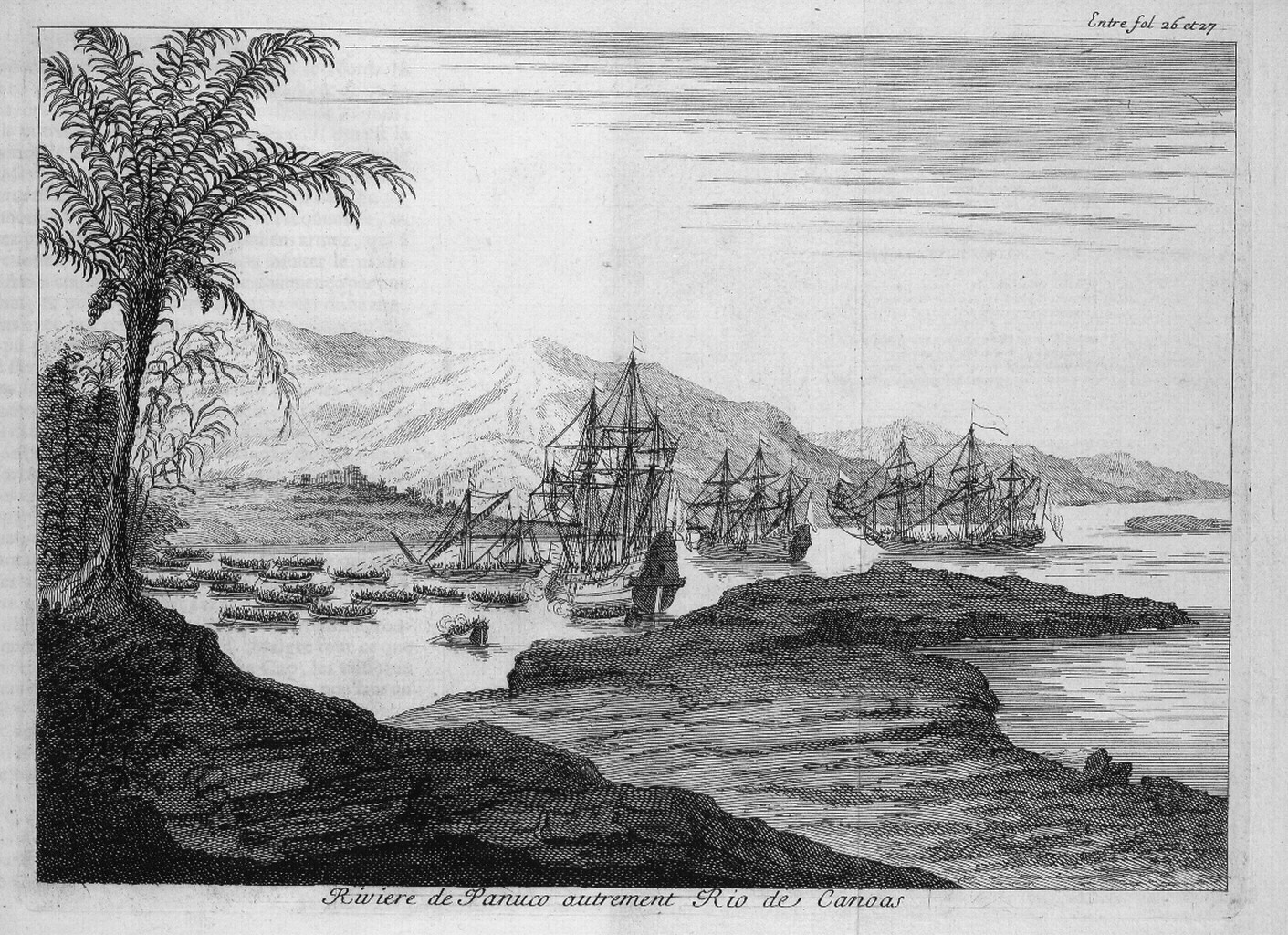
Río Pánuco; Kupferstich von Van Beecq (um 1680)

Der Río Pánuco ist ein ca. 120 km langer Fluss im Osten von Mexiko.

## Verlauf
Der Río Pánuco entsteht durch den Zusammenfluss der Flüsse Moctezuma und Tampaón im Bundesstaat San Luis Potosí im Osten von Zentral-Mexiko. Hydrologisch ist er damit Teil des Tula-Moctezuma-Pánuco Systems. Er mündet in den Golf von Mexiko bei den Städten Tampico und Ciudad Madero, die etwa 25 km nordwestlich der Stadt Pánuco liegen. Die letzten ca. 15 km des Flusses sind schiffbar.

## Quellflüsse
Sein längster Quellfluss, der Río Moctezuma, entsteht aus zahlreichen kleineren Quellflüssen in einer Höhe von ca. 2800 m im Bundesstaat México. Später wird er Río Belice und Río Tula genannt und noch später Río Moctezuma.
Ein anderer Quellfluss, der Río Santamaria, entspringt in der Sierra Gorda und nennt sich nach seinem Zusammenfluss mit dem Río Gallinas Río Tampaón.

## Geschichte
Einem Teil der Forscher gilt der Río Pánuco als Ausgangspunkt für den Exodus eines Teils der Tolteken in Richtung der Halbinsel Yucatán. Als erster Europäer entdeckte Juan de Grijalva im Jahre 1518 den Fluss.